# Monitoramento Inteligente da Dengue

O Monitoramento Inteligente da Dengue (M.I. Dengue) é um sistema inovador de monitoramento do vetor da Dengue, desenvolvido por pesquisadores da Universidade Federal de Minas Gerais (UFMG), capaz de informar sobre o tamanho da população de adultos de Aedes aegypti e sua localização numa determinada área urbana, 24 horas por dia, com informações disponibilizadas via internet durante todo o ano.
O sistema consiste no uso de armadilhas com cairomônios que atraem fêmeas do mosquito Aedes aegypti quando estas procuram por criadouros disponíveis em imóveis para postarem seus ovos. Estas armadilhas são distribuídas em grande número em pontos estratégicos da área a ser monitorada com localização via GPS e são vistoriadas a cada semana epidemiológica pelos agentes encarregados do monitoramento. 
Através de um sistema integrado de informações georreferenciadas, o número de mosquitos coletados por cada armadilha é enviado a um banco de dados através de dispositivos móveis de comunicação (celulares, PDAs ou handhelds), e softwares específicos cruzam esses dados com a localização via GPS de cada armadilha e com o mapa da localidade. O resultado são mapas, gráficos e relatórios constantes, disponíveis via internet, que informam em tempo real sobre a população do mosquito Aedes aegypti na área monitorada.
Quando usado como ferramenta de geração de informação epidemiológica para o combate à Dengue, o Monitoramento Inteligente da Dengue é capaz de fornecer dados com maior rapidez e precisão, além de menor custo, do que os mecanismos atuais de aquisição de informação epidemiológica sobre o vetor. A partir desses dados, os municípios podem, então, direcionar seus planos de controle com maior antecedência, a fim de agilizar e direcionar suas ações no controle e redução da população do Aedes aegypti.
A tecnologia devolve aos Gestores de Saúde e Vigilância Entomológica e Epidemiológica a chance de agir contra o Aedes aegypti em tempo hábil o suficiente para prevenir epidemias da doença, atuando de forma cada vez mais eficaz, além de possibilitar o acompanhamento dos resultados de suas ações. O resultado final é um controle exato da situação da Dengue em cada quadra de um município.
Em Novembro de 2006, a tecnologia foi premiada com o Tech Museum Awards (do en:Tech Museum of Innovation) no Vale do Silício (Califórnia - EUA) como uma das cinco melhores tecnologias de saúde do planeta em benefício da humanidade, e recebeu as congratulações de Bill Gates que representava a Fundação Bill e Melinda Gates na ocasião.